# Megaselia canaryae
Megaselia canaryae är en tvåvingeart som beskrevs av Ronald Henry Lambert Disney 1990. Megaselia canaryae ingår i släktet Megaselia och familjen puckelflugor. Inga underarter finns listade i Catalogue of Life.